# Tommy Hutchison
Pour les articles homonymes, voir Hutchison.
Thomas Hutchison, couramment appelé Tommy Hutchison, est un footballeur international et entraîneur écossais, né le 22 septembre 1947, à Cardenden, Fife. Il évolue au poste de milieu de terrain et est principalement connu pour ses passages à Blackpool, Coventry City et Swansea City.
Il compte 17 sélections pour 1 but inscrit en équipe d'Écosse.
Il compte aussi une expérience comme entraîneur-joueur avec Swansea City.

## Biographie

### Carrière en club
Après avoir commencé sa carrière à Alloa Athletic en troisième division écossaise, il attire l'attention de Stan Mortensen, l'entraîneur de Blackpool, qui le recrute pour 10.000£. Il s'y impose rapidement comme titulaire indiscutable, repoussant sur le banc Graham Oates (en), et y laisse un grand souvenir, au point d'être élu membre du Hall of Fame de Blakcpool en avril 2006.
Après cinq saisons à Blackpool, il est recruté par Joe Mercer, l'entraîneur de Coventry City, dans un échange avec Billy Rafferty (en) plus 140.000£. Il reste huit saisons avec les Sky Blues, y gagnant le surnom de "Mr. Magic" que lui attribue le président du club, Derrick Robins (en) et étant élu par trois fois Joueur de l'année par les supporteurs et intégrant le Hall of Fame du club.
En octobre 1980, il rejoint Manchester City lors d'un transfert d'un montant de 47.000£, ce qui constitue la première signature pour les Citizens du nouvel entraîneur d'alors, John Bond. Il joue la finale de la FA Cup en 1981 contre Tottenham, inscrivant un but pour son club et un but contre son camp lors de ce match qui se termine sur le score de 1-1. Le match à rejouer donne finalement la victoire à Tottenham 3-2.
Après avoir tenté une expérience exotique à Hong Kong avec Bulova SA (en), il retrouve John Bond mais cette fois à Burnley et le suit deux ans plus tard à Swansea City. Hutchison prend même le relais de John Bond comme entraîneur de Swansea City pour six mois. Il connaît avec le club gallois sa première expérience au niveau européen à 42 ans, affrontant et perdant contre les Grecs du Panathinaïkos en Coupe des Coupes. Il devient le joueur le plus âgé de Swansea City en jouant un match à l'âge de 43 ans, 5 mois et 19 jours.
Il termine sa carrière avec le club gallois de Merthyr Tydfil à plus de 46 ans. Après sa retraite, il reste dans le domaine du football, travaillant dans l'encadrement de Bristol City jusqu'en 2012, date laquelle il repart vivre dans son Écosse natale.

### Carrière internationale
Tommy Hutchison reçoit 17 sélections en faveur de l'équipe d'Écosse. Il joue son premier match le 26 septembre 1973, pour une victoire 2-1 à l'Hampden Park de Glasgow, contre la Tchécoslovaquie lors des éliminatoires de la Coupe du monde 1974. Il reçoit sa dernière sélection le 3 septembre 1975, pour une victoire 1-0 à l'Idrætsparken (en) de Copenhague, contre le Danemark lors des éliminatoires de l'Euro 1976. Il inscrit un but (sur penalty) et est sanctionné d'un carton jaune lors de ses 17 sélections.
Il participe avec l'Écosse à la Coupe du monde 1974, aux éliminatoires de la Coupe du monde 1974, aux éliminatoires de l'Euro 1976 et aux British Home Championships de 1974 et 1975.

#### Buts internationaux
| no | Date            | Lieu                  | Adversaire         | Évolution | Score final | Compétition  |
| -- | --------------- | --------------------- | ------------------ | --------- | ----------- | ------------ |
| 1  | 30 octobre 1974 | Hampden Park, Glasgow | Allemagne de l'Est | 1-0       | 3-0         | Match amical |

## Palmarès
- Blackpool :
  - Vainqueur de la Coupe anglo-italienne en 1971
- Seattle Sounders (en) :
  - Champion de la Division Ouest de la Conférence Nationale de la Ligue nord-américaine en 1980
- Manchester City :
  - Finaliste de la FA Cup en 1981
- Bulova SA (en) :
  - Vainqueur de la Coupe de Hong Kong de football en 1983
  - Vainqueur de la Viceroy Cup (en) en 1983
  - Vice-champion de Hong Kong en 1983
- Swansea City :
  - Vainqueur de la Coupe du Pays de Galles en 1989